# Rio Tanaro
O Tanaro (Tan ou Tani em piemontês) é o segundo rio em comprimento, depois do Pó, do Piemonte (do qual é também o principal afluente da margem direita).